# 苦鹹水沼澤

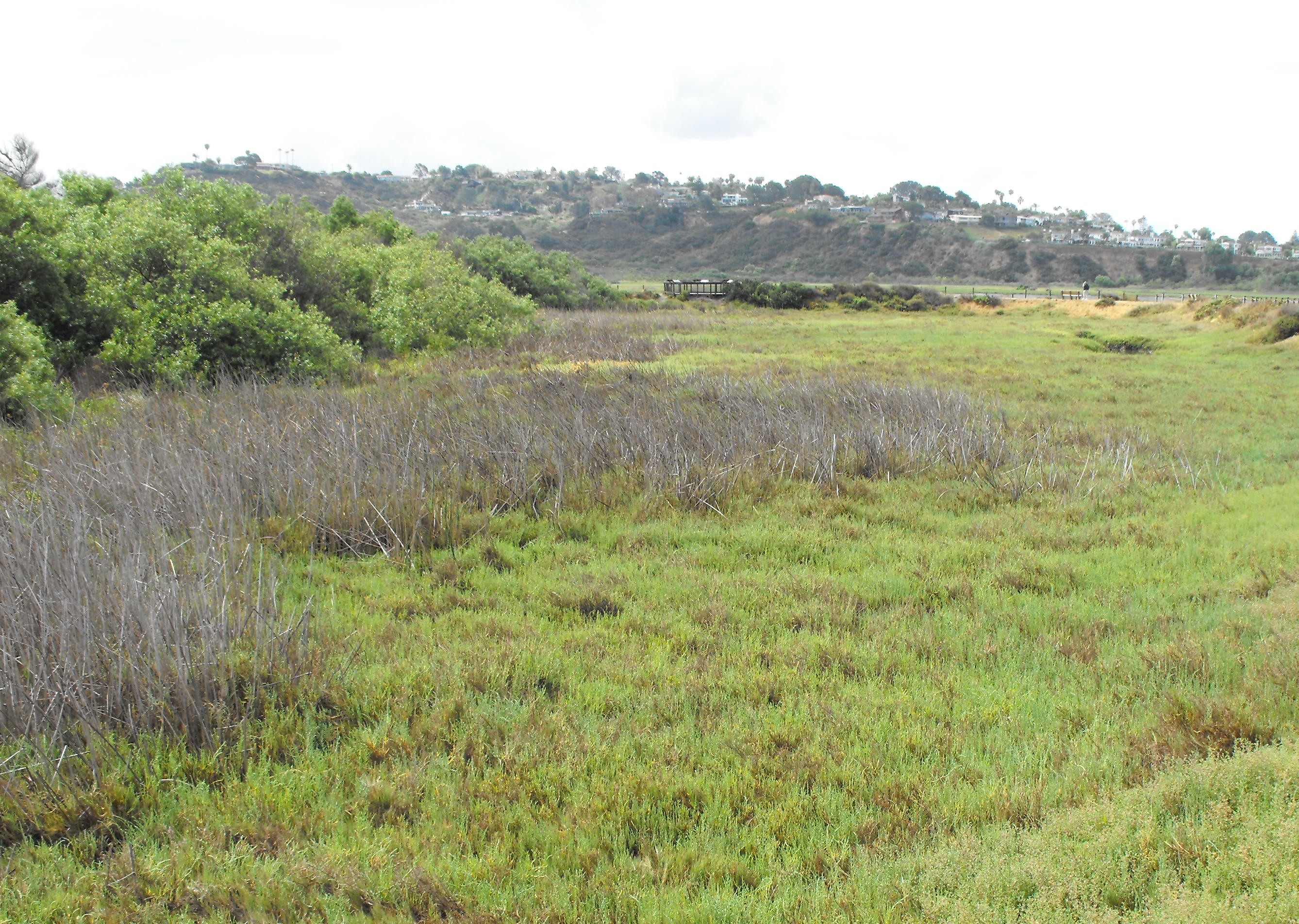
美國加州聖地牙哥郡聖埃利荷濕地的苦鹹水沼澤

苦鹹水沼澤，又稱汽水沼澤，是以半鹹水為主體的沼澤，發展自被大量淡水注入導致水體鹽度被稀釋的鹽沼，多半位於河口灣鹽沼更偏河川上游的位置，且有大量淡水注入並具有較低的潮差。

## 特徵
苦鹹水沼澤水體的鹽度約介於0.5 ppt至35 ppt，大多具有較低矮的植披、裸露泥地或砂質的平原。由於苦鹹水沼澤鹽度變化幅度較大，也因此創造了獨特的生態系讓生存於淡水及鹹水的植物得以共存。鹽度同時也受到潮汐影響，低潮時鹽度降低，高潮時則因海水注入而使鹽度增加。

## 生態多樣性
在生物多樣性上，苦鹹水沼澤具有獨特的生態位。高鹽度對大部分植物視為演化上的障壁，因此當生態系的主要水體由淡水逐漸轉為鹹水時，其中植物的多樣性也會隨之降低；此外，能適應鹹水環境的植物鮮少能生存於淡水環境，而適應淡水環境的植物則無法生存於鹹水環境之中。然而，在以半鹹水為主體的苦鹹水沼澤中，兩種類型的植物均能夠適應這樣的環境，包括箭南星、燈心草、香蒲、及一本芒。
為了適應這樣的環境，生存於苦鹹水沼澤的植物大多屬鹽生植物，諸如例子包括生存於美國喬治亞州的互花米草、大繩草、黑燈心草；其他鹽生植物包括菜棕、Spartina bakeri、鹽草、雙穗雀稗、白楔與維吉尼亞鹽草。除了鹽度之外，生長於苦鹹水沼澤的植物還必須要能夠適應其他不利於植物生長的環境因素，包括氾濫及波流交互作用。
這些植物群落為幼魚、甲殼類及鳥類提供了適宜生存的環境，淺而混濁的水域讓牠們得以遠離掠食者的威脅。覆蓋於沼澤之上的植物也為底下的自游生物提供了遮蔽 。
苦鹹水沼澤的營養級根基於其土壤表層的有機物質，這些有機質是底棲性食碎屑動物的主要食物來源，而這些動物又能支持更高層級的營養級。有機質會隨著時間累積，因此可以說時間也是另一個苦鹹水沼澤生態多樣性的要素之一。

## 人類利用與影響
苦鹹水沼澤具有防洪的功能，但許多沼澤目前正常遭受到嚴重的汙染，或是因填海而消失。舉例來說，印第安河潟湖自1940年代以來就一直受到人類活動嚴重的影響，沼澤被疏浚或圍起來防止病媒蚊孳生，這導致較低漥處被開放水域取代，也阻止了野火蔓延，但反而讓部分入侵物種得以蔓延並擴張其分布範圍。
苦鹹水沼澤也能夠過人類的干涉復原，研究顯示經過適當的復育，無論是原生或復育的沼澤，魚群的數量都得以恢復。

## 保育現況與威脅
和其他大部分的棲息地一樣，苦鹹水沼澤最大的威脅同樣來自於人類，主要是人類活動範圍的擴張及疏浚行為，或是傾倒化學物質同樣也能造成破壞。一旦遭受汙染，沼澤的土壤氮含量與總有機碳量需要30至90年才有辦法恢復到原有的狀態，有些地區甚至超過了200年才逐漸恢復。
保育方面，最重要的就是限制人類活動。由於苦鹹水沼澤是許多物種幼體的棲息地，在這裡加入被動的管理系統能有效地復育這些物種。在某些地區，讓牲畜進行牧食能為部分鳥類物種提供更合適的棲息地。苦鹹水沼澤是十分特別的濕地地形，無論在保育、生態多樣性或復育方面都有其必要性。